# Roeboexodon
 Roeboexodon és un gènere de peixos de la família dels caràcids i de l'ordre dels caraciformes.

## Taxonomia
- Roeboexodon geryi (Myers, 1960)[3][4]
- Roeboexodon guyanensis (Puyo, 1948)[5][6][7][8][9][10][11]